# ノア・ビアリー・Sr
ノア・ビアリー・Sr（Noah Beery, Sr.、1882年1月17日 - 1946年4月1日）は、アメリカ合衆国の俳優。

## 出演作品
- わたしは別よ
- キャラヴァン
- 轟く天地
- カンターの闘牛士
- 破戒
- 四枚の羽根
- ボー・サブルウ
- 夜会服
- 決死隊
- ボー・ジェスト
- 滅び行く民族
- 嘆きの白百合
- 最後の一人迄
- 荒野の放浪者
- 奇傑ゾロ
- 血戦一騎打
- 武侠一代
- 赤い鳩
- 谿谷の狼児
- 獣人美人
- 断想悲曲
- 人の世の姿
- 旅鴉子供連れ
- 鉄火の巨人
- 千客万来
- 乗合馬車
- 轟く天地
- 悪漢の町
- 海の狼
- スペインの花
- ポルカの歌姫
- 海の雄叫
- アリゾナ・ギャング
- 血と肉
- ノアの箱船
- 遥かなる旅
- スエズの東
- リンダ
- 単騎突進
- 紅燈祭
- 反逆者
- モルモンの少女
- 懐しの谿
- 森の男
- 千萬長者
- 逃走の島
- 最後の一人まで
- 燃ゆる山道
- マミイ
- いとしのアデリン